# KF-21战斗机
KF-21猎鹰為目前尚在開發中的四代半戰鬥機，始于2016年由韩国主导、印尼参与研发與投资的KF-X/IF-X战斗机项目，目標是作為韓國與印尼空軍將來採用的多用途戰鬥機。
2021年4月KF-X项目的首架原型机出廠，並被正式命名为KF-21猎鹰，并于2022年7月19日進行了首飛，项目表定于2026年完成全部研發工作。
韓國空軍预计至2032年底将部署120架KF-21猎鹰，印尼空軍則預計訂購50架量產機。

## 名称

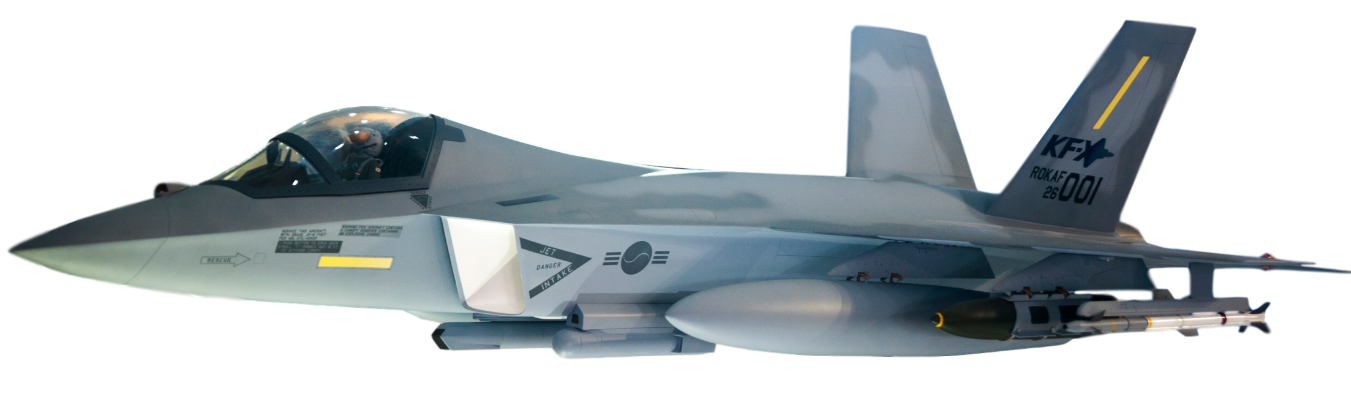
KF-X 模型

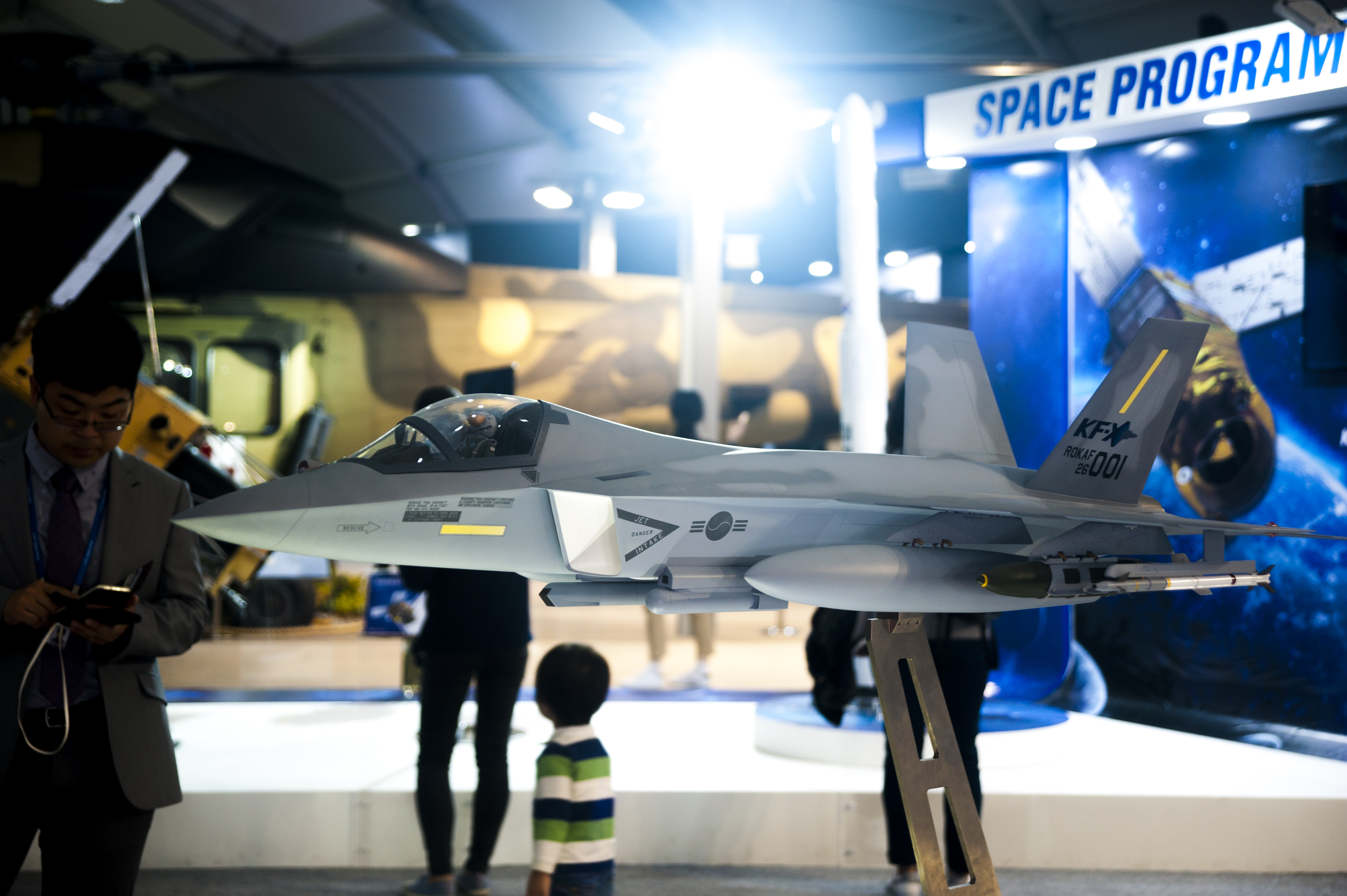
2017年首尔国际航太防务展展出的KF-X模型

KF-X計畫在韓國也被稱為「鷹」（韓語：보라매）:25，為韓國空軍士官學校的象徵物；该项目在印度尼西亞被稱為IF-X，据《雅加達環球報》報導，該款战斗机在印尼的服役后代号将为F-33。

## 研發背景
2001年3月，時任韓國總統金大中在韓國空軍士官學校的畢業典禮上宣布將進行KF-X先進多用途戰機研發計畫。該計畫的目標是生產一種現代化的戰機，以取代韓軍老舊的F-4與F-5戰機。該計畫的研發方向在2002年的聯合參謀本部會議上被確定。:18韓國國防分析研究所對此發佈了一項報告，指出該計畫的技術門檻過高，並對韓國是否有能力完成此計畫表示懷疑。
KF-X計畫的開發階段並不順利，許多項目都發生了延誤與推遲的狀況。自行研發戰機的高成本也受到政府官員的批評。但在2008年的可行性研究與2010年的天安艦事件、延坪岛炮战後，該計畫又重新受到了關注。雖然KF-X計畫存在風險，且成本將比外購高上不少，但韓方仍認為該機對國內國防工業的發展有重大意義，並認為該計畫將能大幅提升韓國的產業技術與相關能力:22, 37。
2010年7月15日，韓國與印尼簽訂KF-X合作協議。根據該協議的內容，印尼政府將為該計畫提供20%的研發資金，並採購50架KF-X戰機。印尼航太也將透過工業技術合作計畫獲得一部分的技術。土耳其也曾考慮與韓國簽訂合作協議，但韓方無法接受土方開出的條件。最終，韓國政府將承擔KF-X計畫總支出的60%，20%由印尼政府支付，其餘20%將由合作公司承擔:18。2013年KF-X因缺乏多项关键技术研发开支负债262%被雪藏，韩国航空宇宙产业选择加大力度航展营销，以外贸需求说服韩国内正式立项，2016年获得韩官方重启，降低设计难度改为以C103方案为基础研发4.5代多用途战斗机。同年KAI贏得了生產該戰機的合約，並與洛克希德·马丁合作，以獲得技術上的支援。截至2021年，该项目总经费为18.6兆韓圜（約167億美金），其中研发费达8.6兆韓圜（約77億美金）。根據該合約的內容，韓國航空宇宙產業需要於2026年開始向客戶交付戰機。
KF-X战斗机研发项目是韓國繼FA-50之后的第二个國造戰機研發計畫。

## 設計與開發
KF-X計畫最初的目標是研發一種配備雙發動機的單座多用途戰機，且其匿蹤性能應超過飆風戰鬥機與颱風戰鬥機。建國大學武器系統概念開發暨應用研究中心建議，KF-X的性能應優於F-16戰鬥機，其作戰半徑應增加50%，機體壽命增加34%，且配備更先進的航電設備，包括主動電子掃描陣列雷達（AESA）、資料鏈系統與更先進的電子戰系統。
2019年首尔国际航太防务展（ADEX2019）上，KFX展示了1：1模型及配套座舱显示系统。

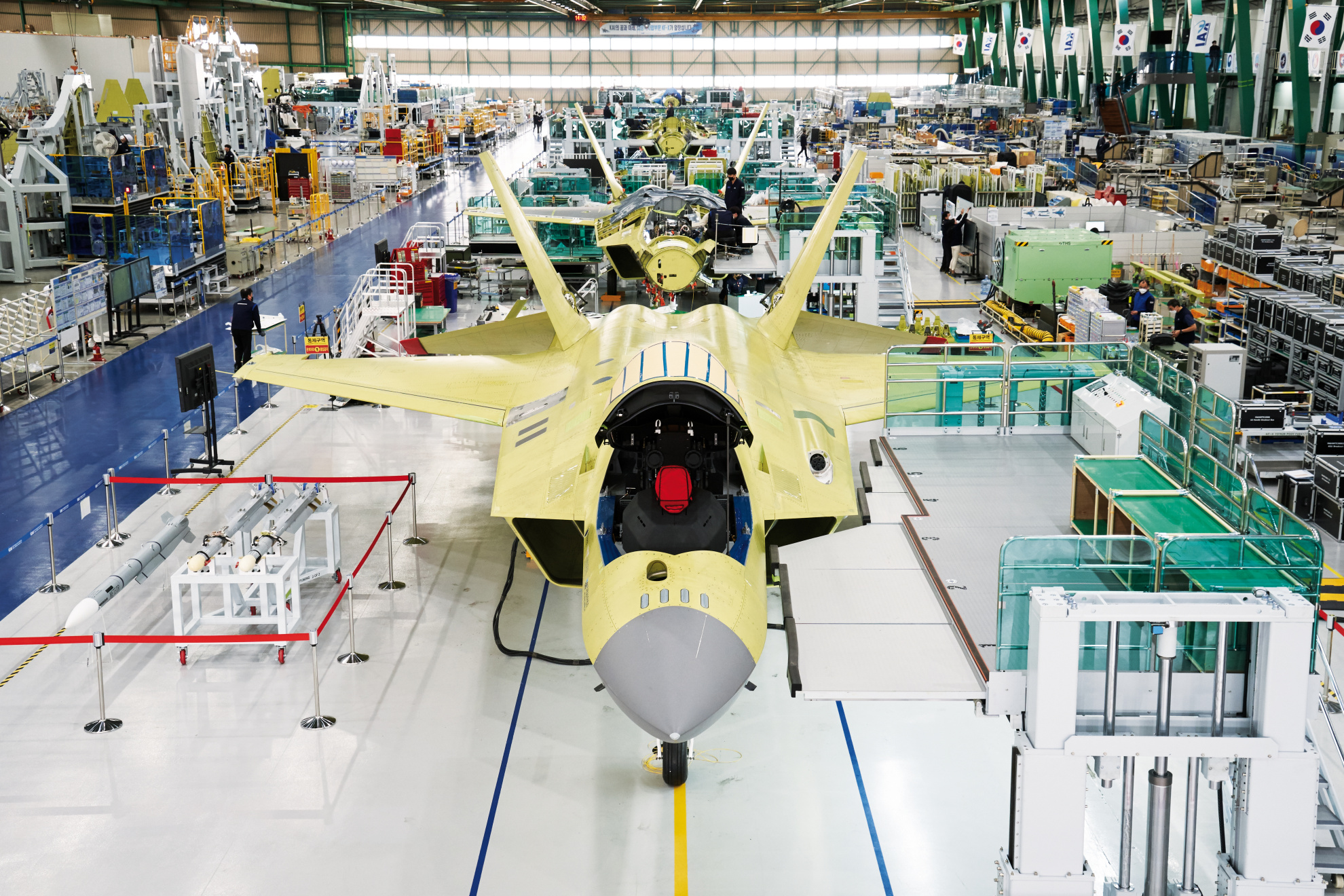
2021年7月KF-21的生產線

2021年4月9日，KF-X项目首架原型机举行下线仪式，韩国总统文在寅出席下线仪式并将新型战机KF-21命名为“猎鹰”。
韓聯社報導，KF-21從設計到製作均由南韓技術團隊主導，主動相位陣列雷達和紅外線搜索與追蹤（IRST）等系統均成功實現國產化。
2022年7月19日，KF-21原型机在当天下午3时40分许在位于庆尚南道泗川市的空军基地起飞，后于4时13分许安全着陆，飞行时间为33分钟，但此次试飞时未以超音速飞行，而是以时速约400公里的速度试飞，韩国防卫事业厅宣布首次试飞获得成功，并表示未来会进行2,000多次的试飞扩大飞行范围，以测评性能、考验其是否适合执行空对空作战任务，若一切顺利将于2026年结束研发工作并开始投入量产。而此前，韩国防卫事业厅曾表示该机型将于2032年起陆续装备部队。
2023年1月17日，KF-21再經過80多次飛行後，逐漸提升飛行高度與速度。在1.2萬公尺高度進行超音速飛行試驗，1號原型機飛行速度首次超越音速1馬赫，約時速1224公里，原型機在3次加速試驗中均成功突破音速。
2023年2月20日，KF-21雙座訓練型完成首次飛行，原型機在泗川機場 (HIN) 的第3飛行訓練聯隊，飛行了約34分鐘，過程順利。這是KF-21戰機的第4架原型機，雙座機的主要作用是訓練任務，當然也可以擔任空中作戰。

## 量產
韓國預計在2026~2028量產首批40架BlockI空對空構型，接下來再生產80架具備對地攻擊能量的BlockII，預計2032年前達成120架量產數量，接續研發內置彈艙的BlockIII以及可控制忠誠僚機的第六代戰機。

## 战机参数
資料來源
一般資料
- 乘員：1或2人
- 長度： 16.9公尺（55英尺5英吋）
- 翼展： 11.2公尺（36英尺9英吋）
- 高度： 4.7公尺（15英尺5英吋）
- 翼面積： 46.5平方公尺（501平方英尺）
- 空重： 11,800公斤（26,015磅）
- 總重： 17,200公斤（37,920磅）
- 最大起飛重量： 25,400公斤（55,997磅）
- 發動機：2×F414-GE-400K渦輪扇發動機（每具發動機提供57.8千牛頓（13,000磅）推力，使用後燃器時達到97.9千牛頓（22,000磅））[22]
- 最大航程：2,900公里[23]

性能
- 最大航速：1.81馬赫

武器
- 1門機砲：
  - M61A1 20公釐火神式六管旋轉式機炮
- 最大有效载荷：7.7吨[4]
- 擁有10個武器挂架 
  - 空對地飛彈：
    - 金牛座KEPD 350飛彈[24][25]

  - 空對空飛彈：
    - AIM-9[26]
    - IRIS-T[27]
    - AIM-120[26]
    - 流星飛彈[27][28]

航電設備
- 由LIG Nex1（英语：LIG Nex1）研發的數據鏈路系統
- 由韓華系統研發的主動電子掃描陣列雷達
- 由韓華系統研發的紅外標定系統
- 由韓華系統研發的光電偵蒐系統
- 由LIG Nex1研發的ALQ-200K電戰系統[30]
- 由韓華系統研發的機載任務電腦
- 由LIG Nex1與韓華系統共同研發的武器管理系統
- 由韓華系統研發的多功能顯示器
- 由LIG Nex1研發的飛行控制電腦
- 由LIG Nex1研發的通訊/導航/敵我辨識系統

## 用戶
- ：韓國空軍计划在研制工作完毕后，截至2032年累计部署120架KF-21[1]。
- 印度尼西亞：規劃採購50架KF-21[31]

## 爭議

### 外國賄賂
2009年10月，一名韓國空軍退將因涉嫌洩漏國家機密而被捕。據稱，該將軍從紳寶集團獲得了數十億韓元的賄賂，以換取他所獲得的機密文件。紳寶集團否認此一指控，並聲稱與該事件無關。
韓國國防安全司令部也發現另一間外國國防系統承包商向韓國政府官員行賄。時任總統李明博認為，這些貪污行為使韓國的國防預算增加了20%。

### 韓國國防分析研究所對該計畫的建議
韓國國防分析研究所在一次公開會議上表示韓國不具備開發新型戰機的技術，且向外國客戶銷售KF-X的可行性十分低。這會讓韓國需要消耗大量資源在該計畫上。另外，該研究所也對韓國國防科學研究所提出的計畫成本估算提出質疑。根據韓國防衛事業廳（DAPA）的估算，KF-X計畫的開發成本將達到6兆韓元，但國防分析研究所指出該計畫的成本可能高達8.5兆元。國防研究員李柱亨（Lee Juhyeong）的報告指出，KF-X的全壽期成本將會達到10兆韓元（92億美元），為外購機的兩倍以上。
批評者指出，KF-X的單位造價將會是頂配F-16的兩倍，與日本F-2戰機遇到的狀況類似。
韓國國防分析研究所(KIDA)2023年11月6日一份報告指出，由於KF-21計畫存在著龐大的不確定性，建議將2024年開始的首批40架量產減少為20架。

### 歐洲航空防務與航天公司撤資
歐洲航空防務與航天公司（EADS，空中巴士的子公司）於2013年5月23日宣布，若韓國在F-X先進戰機專案的第三階段採購計畫中選擇颱風戰鬥機，則該公司將會向KF-X計畫提供20億美元的研發經費。當韓國在F-X先進戰機專案中選擇了F-35戰機後，EADS再次向提議若韓方願意將F-35A的採購計畫改為40架颱風戰鬥機與20架F-35A，則上述投資計畫仍成立。韓國最終於2017年9月確定購買40架F-35戰機，導致EADS撤資。

### 計畫的延期與延誤
自2001年韓國政府宣布KF-X計畫以來，該計畫一直出現延期與延誤的狀況。韓國政府曾嘗試吸引瑞典、土耳其與美国投資KF-X計畫，但均告失敗。在進行這些嘗試時，KF-X的作戰需求也因潛在外國合作夥伴的需求而經常改變，導致該計畫不斷出現延誤。2013年3月1日朴槿惠當選韓國總統後，新任韓國政府因財政問題而將KF-X計畫推遲18個月。
2017年2月8日，印尼外交部副部長阿卜杜拉赫曼·穆罕默德·法契向媒體表示，因美國政府拒絕出口四項F-35的關鍵技術，KF-X計畫將進一步推遲。美國政府已經於2015年10月的會談中表明了對輸出的反對，但美國軍方表示將就此類問題成立一個工作小組，並想辦法繼續進行合作開發。
由於具有官方背景的印尼航太一直未支付研發資金，屬於韩国国会國防委員會的金正大議員於2017年11月1日表示將進一步推遲甚至是終止KF-X計畫。根據金委員的說法，印尼政府表示在支付資金方面有困難，且沒有將該筆款項列入年度預算。韓國防衛事業廳表示正在於印尼方面進行談判，且將會在兩國領導人的峰會上討論此問題。印尼政府表示，逾期支付款項是因為印尼方面誤將欲支付的款項劃入國防預算當中，而修正此一錯誤需要經過國會的批准。該筆款項已經支付給韓國，並附帶一份聲明，希望此事件不會對整體開發計畫的進度造成負面影響。

### 與印尼的重新談判
據報導，印尼於2018年5月1日對技術轉移條件與相關的出口計畫提出申訴。印尼官方媒體宣布，該國國防部將針對與韓國的聯合開發計畫進行重新談判，以爭取獲得更多的本地生產與出口權。印尼國防部補充說，儘管在KF-X計畫上遇到了挫折，但該國仍希望該計畫能繼續執行。
此一談判一直持續到2019年。根據2019年1月的會議議程，印尼政府希望能將付款期限延長至2031年，並希望能用印尼自製的國防設備來支付部分款項。
同年8月，印尼政府提出以印尼本土生產的運輸機來支付KF-X計畫的研發經費。
2024年5月，印尼政府向韓國提議，在2026年該項目整體結束時，將最初預計的1.7萬億韓元總投資減少至6000億韓元。韓國國防採購計劃管理局官員稱，印尼減少投入資金，技術轉讓的部分也將相對減少。報道稱，印尼若想獲得一架KF-21戰斗機原型機，或需支付額外費用。

## 資料來源
1. 1 2 3 4 5  . 韩联社（韩国联合通讯社）. 2022-07-19  [2022-07-19]. （原始内容存档于2022-07-29） （中文）.
2. ↑  Roblin, Sebastien. . The National Interest. 2021-04-13  [2022-06-22]. （原始内容存档于2021-10-01） （英语）.
3. 1 2 3 4  . 韩联社. 2021-04-09  [2021-08-03]. （原始内容存档于2021-08-03） （中文）.
4. 1 2 3 4 5  . 韩联社. 2021-04-09  [2021-08-03]. （原始内容存档于2021-08-03） （中文）.
5. ↑  .   [2021-04-11]. （原始内容存档于2021-04-11）.
6. ↑  .   [2021-04-13]. （原始内容存档于2021-04-13）.
7. 1 2 3  Priyambodo, RH. . Antara News. Jakarta. 2011-07-11  [2018-01-26]. （原始内容存档于2018-01-26）.
8. 1 2 3 4 5 6  . Defense Industry Daily.   [2018-01-26]. （原始内容存档于2018-01-26）.
9. 1 2 3 4   [Korean fighter development plan:KF-X project (Boramae project)] (PDF). 국회입법조사처. 2015-09-10  [2017-12-21]. （原始内容存档 (PDF)于2021-05-14） （韩语）.
10. ↑  .   [2020-03-26]. （原始内容存档于2021-04-10） （英语）.
11. ↑  . www.indonesian-aerospace.com.   [2020-06-15]. （原始内容存档于2021-07-23）.
12. ↑  . Yonhap News Agency. 2010-12-27. （原始内容存档于2016-03-05）.
13. ↑  . airrecognition.com. 2015-12-24  [2017-12-20]. （原始内容存档于2017-12-22）.
14. ↑  .   [2019-12-06]. （原始内容存档于2017-11-23）.
15. ↑  . Defense Industry Daily.   [2018-01-26]. （原始内容存档于2018-01-26）.
16. ↑  . 新浪转自环球时报. 2019-10-16  [2019-10-17]. （原始内容存档于2019-10-17） （中文（简体））.
17. 1 2  . 聯合報. 2020-04-09  [2021-04-12]. （原始内容存档于2021-04-11）.
18. ↑  . 中天新聞網. 2023-01-18  [2023-01-19]. （原始内容存档于2023-01-19）.
19. ↑  . 中時新聞網. 2023-02-21  [2023-02-22]. （原始内容存档于2023-04-04）.
20. 1 2  . www.airdefensenews.com.   [2023-11-09]. （原始内容存档于2023-11-09）.
21. ↑  . 방위사업청. 2017-07-10  [2017-12-20]. （原始内容存档于2017-12-22）.
22. ↑  . IHS Jane's Defence Weekly.   [2017-12-20]. （原始内容存档于2017-12-22）.
23. ↑  章节. . 环球时报. 2020-09-04  [2021-08-03]. （原始内容存档于2021-08-03） （中文）.
24. ↑  Jeff Jeong, defensenews " South Korea plans to locally develop missile for homemade future jet " （页面存档备份，存于） defensenews.com, July 10, 2018.
25. ↑  Franz-Stefan Gady, thediplomat " South Korea to Develop Air-Launched Indigenous Long-Range Bunker Buster Cruise Missile " 的存檔，存档日期2019-07-15. thediplomat.com, July 12, 2018.
26. 1 2  . fnnews. 2017-05-29  [2017-12-20]. （原始内容存档于2017-12-22）.
27. 1 2  . Aviation Week. 2017-07-27  [2017-12-20]. （原始内容存档于2017-12-22）.
28. ↑  . www.mbda-systems.com.   [2019-12-06]. （原始内容存档于2019-11-23）.
29. ↑  . www.defpost.com.   [2021-04-30]. （原始内容存档于2021-03-05）.
30. ↑  . bemil.chosun.com. 2019-08-09  [2021-04-30]. （原始内容存档于2021-05-10） （韩语）.
31. ↑  . TechNews 科技新報.   [2023-05-14]. （原始内容存档于2023-05-14） （中文（臺灣））.
32. ↑   [Korean was arrested for leaking to Saab]. Sveriges Television (SVT). 2009-10-16  [2011-04-26]. （原始内容存档于2009-10-17） （北方萨米语）.
33. ↑  . Swedishwire.com.   [2011-04-26]. （原始内容存档于2009-10-10）.
34. ↑  Military Aviation News: Saab being investigated in South Korea over KF-X info leak 的存檔，存档日期2010-01-23.. Alert 5 (2009-10-07). Retrieved on 2011-04-26.
35. ↑  Jung Sung-li. . Korea Times. 2009-10-06  [2020-03-27]. （原始内容存档于2018-06-29）.
36. ↑  . aviationweek.com.   [2017-11-12]. （原始内容存档于2017-11-12） （英语）.
37. 1 2   的存檔，存档日期2018-05-27. "Indonesia to co-develop $8 billion South Korea fighter jet project" Reuters, October 6, 2014
38. 1 2  Post, The Jakarta. . The Jakarta Post.com.   [2017-11-08]. （原始内容存档于2017-11-09）.
39. ↑  . aviationweek.com.   [2017-11-12]. （原始内容存档于2017-11-12） （英语）.
40. ↑  . www.strategypage.com.   [2017-11-12]. （原始内容存档于2017-11-12）.
41. ↑  EADS "Invests 2 Trillion KRW In the KF-X to Develop the Korean Indigenous Fighter Jet Together" 的存檔，存档日期2013-12-05. – Infolotnicze.pl, May 23, 2013
42. ↑  EADS open to S. Korea's split purchase of Eurofighters with F-35s 的存檔，存档日期2016-03-04. – Yonhapnews.co.kr, 11 December 2013
43. ↑  Editorial, Reuters. .   [2019-12-06]. （原始内容存档于2019-11-10）.
44. ↑  . www.janes.com.   [2017-11-12]. （原始内容存档于2017-11-12）.
45. ↑  "Pentagon says no to 4 KF-X technologies" 的存檔，存档日期2017-09-25. koreajoongangdaily.com, Oct 17,2015.
46. ↑  "Who is responsible for troubled KF-X?" 的存檔，存档日期2016-03-11. koreaherald.com, Nov 27, 2015.
47. ↑  Kim Hyo-jin "Indonesia factor may postpone KF-X project" 的存檔，存档日期2018-08-27. The Korea Times, 1 November 2017.
48. ↑  . Defense Industry Daily.   [2017-11-12]. （原始内容存档于2017-11-23）.
49. ↑  Kim Hyo-jin. . Korea Times. 2017-11-01  [2020-03-27]. （原始内容存档于2018-08-27）.
50. ↑  Ameidyo Daud  " Minta Tambah Anggaran Pesawat Tempur, Sri Mulyani Tegur Kemenhan" 的存檔，存档日期2018-08-27. KATADATA.CO.ID, 19 Oktober 2017.
51. ↑  Garda Zaimalistiqom  " Program Pesawat IF-X TNI AU Segera Terealisasi" 的存檔，存档日期2018-02-19. GARDANASIONAL, 6 Februari 2018.
52. ↑  Jeong, Jeff. . Defense News. Seoul. 2018-05-08  [2018-05-10]. （原始内容存档于2018-05-10）.
53. ↑  Waldron, Greg. . Flight Global. Singapore. 2019-09-27. （原始内容存档于2019-11-20）.
54. ↑  Rahmat, Ridzwan. . Jane's 360. Jane's Defence Weekly. 2019-01-28. （原始内容存档于2019-08-25）.
55. ↑  Jon Grevatt, Bangkok – Jane's Defence Industry " Indonesia considers commodities to fund KFX-IFX involvement " 的存檔，存档日期2019-08-09. Jane's 360, 07 August 2019.
56. ↑  Jung Da-min. . koreatimes. 2019-07-29  [2020-03-27]. （原始内容存档于2019-08-25）.
57. ↑  . military.people.com.cn.